# Семера
Семера — місто в Ефіопії, майбутній адміністративний центр зони №1 в регіоні Афар і столиця усього регіону.

## Географія
Семера розташована на північному сході країни в улоговині Афар.

### Клімат
Місто знаходиться у зоні, котра характеризується кліматом помірних степів та напівпустель. Найтепліший місяць — червень із середньою температурою 32 °C (89.6 °F). Найхолодніший місяць — січень, із середньою температурою 24.7 °С (76.5 °F).
| Клімат Семери           | Клімат Семери | Клімат Семери | Клімат Семери | Клімат Семери | Клімат Семери | Клімат Семери | Клімат Семери | Клімат Семери | Клімат Семери | Клімат Семери | Клімат Семери | Клімат Семери | Клімат Семери |
| Показник                | Січ.          | Лют.          | Бер.          | Квіт.         | Трав.         | Черв.         | Лип.          | Серп.         | Вер.          | Жовт.         | Лист.         | Груд.         | Рік           |
| Середня температура, °C | 24,7          | 25,6          | 27,3          | 28,8          | 30,2          | 32            | 31,9          | 31,2          | 30            | 28,2          | 26,2          | 24,7          | 28,4          |
| Норма опадів, мм        | 7.4           | 7.3           | 28.9          | 22.6          | 11.1          | 4.8           | 46.4          | 55.4          | 14.2          | 4.4           | 5.9           | 3.1           | 211.5         |
| Днів з опадами          | 1,2           | 1,2           | 1,3           | 2             | 2,9           | 3,9           | 4,1           | 5,2           | 4             | 2,1           | 0,6           | 0,9           | 29,4          |
| Вологість повітря, %    | 70.3          | 69            | 69.3          | 71.7          | 72.8          | 66.7          | 64.9          | 68.5          | 73.5          | 74.6          | 72.7          | 72.7          | 70.6          |
| ----------------------- | ------------- | ------------- | ------------- | ------------- | ------------- | ------------- | ------------- | ------------- | ------------- | ------------- | ------------- | ------------- | ------------- |
| Джерело: Weatherbase    |               |               |               |               |               |               |               |               |               |               |               |               |               |

## Транспорт
Через місто проходить шосе у напрямку міста Аваш. Також тут є аеропорт (код SZE).

## Освіта
З 2007 року в Семері працює університет.